# Tectaria fibrillosa
Tectaria fibrillosa là một loài dương xỉ trong họ Tectariaceae. Loài này được Baker J.P. Roux mô tả khoa học đầu tiên năm 2009.